# Thirteen Reasons Why
Thirteen Reasons Why (Brasil: Os Treze Porquês - Portugal: Por Treze Razões) é um romance do escritor Jay Asher publicado em 2007. Foi lançado pela Ática no Brasil e pela Presença em Portugal. O livro alcançou o primeiro lugar no New York Times bestseller em julho de 2011. 

## Sinopse
Thirteen Reasons Why é narrada por Clay Jensen, um rapaz que ao voltar um dia da escola, encontra na porta de sua casa um misterioso pacote com seu nome. Dentro, ele descobre várias fitas cassetes. O garoto ouve as gravações e se dá conta de que elas foram feitas por Hannah Baker, uma garota que cometera suicídio duas semanas antes. Nas fitas, Hannah explica que existem treze motivos que a levaram à decisão de se matar. Clay é um desses motivos. Agora ele precisa ouvir tudo até o fim para descobrir como contribuiu para esse trágico acontecimento.

## Os Treze Porquês
1. Justin Foley: O primeiro menino que Hannah tinha beijado, divulga e exagera o evento, dizendo que eles tinham ido mais longe do que realmente acontecera. Isso dá a Hannah uma reputação negativa em sua nova escola, iniciando sua depressão e fazendo-a, futuramente, sucumbir.
2. Alex Standall: O menino que a deixa "mal", apelidando-a de a "melhor bunda na turma de calouros", na sua lista de Quem está bem & Quem não está. Essa ação perpetua a reputação de promiscuidade da garota, e a torna  um objeto de assédio sexual para muitos outros estudantes. 
3. Jessica Davis: Uma das primeiras conhecidas de Hannah em sua nova cidade. Ela tinha ciúmes de Hannah porque esta aparecera na lista Quem está bem & Quem não está, graças a seu então namorado Alex Standall, e Jessica não. Ela presumiu que Hannah estivesse em um relacionamento com o seu namorado, e que os rumores que Justin estava perpetuando fossem verdade. Jessica abandona Hannah como amiga, acusando-a de traição. 
4. Tyler Down: Um colega que estava espreitando na janela do quarto de Hannah durante a noite e tirando fotos dela. Hannah e uma outra menina (Courtney Crimsen) tentaram pegá-lo no ato, mas não viram o seu rosto, impedidas de saberem quem ele era. Mas depois Hannah descobre sua identidade. As ações de Tyler fazem-na se sentir insegura em um de seus últimos santuários: sua própria casa. 
5. Courtney Crimsen: Supostamente uma garota legal, que é na verdade uma manipuladora. Ela usa as pessoas para ampliar a própria popularidade. Hannah pensou que haviam se tornado amigas depois de brincar de tentar pegar Tyler, todavia descobre que Courtney, também, tem dito boatos sobre ela. 
6. Marcus Cooley: Um palhaço da turma que, brincando, chamou Hannah para sair no Dia dos Namorados. Percebendo que Hannah pudesse ter pensado que era sério, Marcus foi até a lanchonete onde concordaram em se reunir. Quando ele a encontra, tenta tocá-la de uma forma sexual, acreditando nos rumores sobre ela.
7. Zach Dempsey: Um outro colega que testemunha o confronto entre Marcus e Hannah. Ele oferece assistência depois que Marcus vai embora, mas é rejeitado por Hannah. Possivelmente, por despeito, mais tarde ele rouba suas "cartas elogio" em uma classe, quando Hannah estava em grave necessidade de reforço positivo.
8. Ryan Shaver: O editor do jornal da escola, que fez amizade com Hannah, e tem um interesse comum em poesia. Mais tarde, Ryan roubou um dos poemas de Hannah e o publicou no jornal, e seu poema privado foi dissecado e ridicularizado por todo o corpo discente. Depois de Tyler tê-la feito sentir-se insegura, Hannah sentiu como se Ryan tivesse arruinado sua mente, seu último santuário, colocando seus pensamentos privados ao ridículo.
9. Justin Foley: Após Justin deixar Jessica Davis bêbada no quarto da própria em uma festa, o loiro permite que Bryce Walker (capitão do time de baseball da escola e terceiranista) entre na sala e a estupre. Desconhecida por todos, Hannah estava escondida no armário, e não conseguiu ajudar Jessica.
10. Jenny Kurtz: Uma líder de torcida que convenceu Hannah a aceitar a proposta de Marcus para sair. Ela estava dando uma carona para casa de Hannah da festa onde Jessica foi violentada, quando ela bateu o carro e derrubou um sinal de "pare". Jenny recusou-se a relatá-lo quando Hannah lhe sugeriu e, depois que a pressionou mais no assunto, chutou Hannah para fora do carro. Mais tarde, naquela noite, um idoso foi ferido e um estudante de sua escola foi morto em um acidente causado pela falta do sinal. Isso fez Hannah sentir-se culpada pela morte de uma pessoa, fazendo-a levar essa culpa para sempre. 
11.  Clay Jensen (co-narrador): Com quem Hannah estava conectada e por quem se apaixonou. Beijaram-se em uma festa, e Hannah ansiava por mais. No entanto, naquele momento de sua vida, ela estava tendo dificuldades para se conectar com qualquer pessoa em um nível mais emocional. Clay não era para estar na lista, mas ela mandou as fitas porque lamentou nunca ter tido a oportunidade de conhecê-lo melhor. Além disso, ela sente que lhe deve uma explicação por seu comportamento. Clay acaba por se sentir culpado por não ter tentado entender Hannah, de quem ele gostava.
12. Bryce Walker: Dessa vez Bryce estupra Hannah em uma banheira, durante uma festa em sua casa, deixando-a totalmente desestabilizada. No começo dessa fita ela já inicia a dar detalhes sobre o seu suicídio.  
13. Sr. Porter: O conselheiro da escola a quem Hannah deu a entender sobre seus planos para cometer suicídio. O Sr. Porter lhe permitiu que deixasse o seu escritório, chateada, depois da conversa (que Hannah gravou). Enquanto a garota queria que ele a convencesse a não se matar, ele sugeriu simplesmente que ela seguisse com sua vida. Além disso, não conseguiu manter uma discussão adequada. Seus conselhos pobres e orientação ruim foram a gota d'água para Hannah.

## Produção
Em 8 de fevereiro de 2011 a Universal Studios anunciou que o romance de Jay Asher seria desenvolvido em um filme, com argumento de Marc Rosenberg. Nada mais se conhece sobre o projeto.
Em 31 de março de 2017, ocorreu a estreia da série pela Netflix, com Thomas McCarthy e Selena Gomez entre os coprodutores.